# Kenon
Le Kenon (en russe : Кенон, Озеро Кенон, anciennement Kenonskoïe (en russe : Кенонское)) est un lac d'eau douce située dans l'arrondissement de Tchernovski de la ville de Tchita (raïon de Tchita), dans le kraï de Transbaïkalie.

## Géographie
Le Kenon est un lac située dans la périphérie ouest de la ville de Tchita, dans le kraï de Transbaïkalie, en  Sibérie orientale, en Russie. Elle se situe dans la dépression de la Tchitinka-Ingoda, et est dominée au sud-est par la colline Titovskaïa. Le lac a une superficie de 16,2 km2, une longueur de 5,7 km, une largeur de 2,8 km et une profondeur maximale de 6,8 m. Le lac gèle d'octobre au mis de mai, avec une période gel variant de 180 à 215 jours.
Son bassin s'étend sur 227 km2, et il est alimenté par les rivières Kadala (de l'ouest) et Ivanovski (du nord), qui coulent depuis les monts Iablonovy. Le lac se déverse lorsque son niveau est trop élevé par des exutoires souterrains dans la rivière Ingoda.

## Toponymie
L'hydronyme dérive du mot evenki « kyo » qui signifie « beau » et du mot evenki « nor » qui signifie noir, soit lac noir. Il était à l'origine nommée par les Russes le lac Kenonskoïe

## Archéologie
Des matériaux datant du Néolithique et de l'âge du Bronze ont été retrouvés sur les rives du réservoir. 

## Économie
L'eau sert à l'alimentation de la centrale thermique de Tchita-1 depuis 1965, la principale source d'éngerie de la ville. Elle cause de la pollution en récuaffant les eaux à proximité, empêchant la partie la plus proche de geler en hiver.
Malgré la pollution, le lac attire en été la population de la ville à des fins balnéaires. Chaque jour d'été, plus d'un millier de citadins viennent sur sa plage. Les rives du lac sont entourées de zones résidentielles et de terres agricoles.

## Faune
Diverses espèces de poissons vivent dans les eaux du lac, avec la perche, le  brochet de l'Amour et le carassin argenté entre autres.